# Brachionidium renzii
Brachionidium renzii är en orkidéart som beskrevs av Carlyle August Luer. Brachionidium renzii ingår i släktet Brachionidium och familjen orkidéer.
Artens utbredningsområde är Guyana. Inga underarter finns listade i Catalogue of Life.